# Wolverine (film)
Wolverine (oryg. The Wolverine) – amerykańsko–brytyjski fantastycznonaukowy film akcji z 2013 roku na podstawie serii komiksów o superbohaterze o tym samym imieniu wydawnictwa Marvel Comics. Za reżyserię filmu odpowiadał James Mangold na podstawie scenariusza Marka Bombacka i Scotta Franka. Tytułową rolę zagrał Hugh Jackman, a obok niego w głównych rolach wystąpili: Hiroyuki Sanada, Famke Janssen i Will Yun Lee.
Po wydarzeniach przedstawionych w filmie X-Men: Ostatni bastion Wolverine wyrusza do Japonii, by spotkać się z żołnierzem Ichirō Yashidą, któremu uratował życie podczas II wojny światowej. Zmuszony jest on tam do ochrony jego wnuczki, Mariko Yashidy, która ścigana jest przez zabójców z Yakuzy.
Światowa premiera filmu Wolverine miała miejsce 16 lipca 2013 roku w Londynie. W Polsce zadebiutował on 26 lipca tego samego roku. Film zarobił prawie 415 milionów dolarów przy budżecie 120 milionów i otrzymał przeważnie pozytywne oceny od krytyków. Jest on szóstą produkcją wchodzącą w skład franczyzy uniwersum filmowego osadzonego w świecie X-Men i kontynuacją spin-offu głównej serii X-Men Geneza: Wolverine z 2009 roku. Ostatnia część trylogii, Logan: Wolverine, miała premierę w 2017 roku. W 2019 roku prawa do ekranizacji powróciły do Marvel Studios, które w przyszłości planuje włączyć postaci do franczyzy Filmowego Uniwersum Marvela.

## Streszczenie fabuły
W 1945 roku Logan jest przetrzymywany w japońskim obozie jenieckim niedaleko Nagasaki. Podczas ataku atomowego Logan ratuje oficera, Ichirō Yashidę, chroniąc go przed skutkami wybuchu.
Akcja przenosi się do współczesności. Odzyskawszy wspomnienia Logan żyje jako pustelnik w Jukonie dręczony halucynacjami Jean Gray, którą musiał zabić, by uratować świat. Odnajduje go Yukio, mutantka ze zdolnością przewidywania śmierci. Ichirō, który umiera na raka, chce, by Logan przyleciał z Yukio do Japonii, ponieważ pragnie spłacić dług wobec niego. W Tokio Logan poznaje syna Ichirō, Shingena, i wnuczkę Mariko. Ichirō proponuje Loganowi przeniesienie swych uzdrawiających zdolności do jego własnego ciała ratując w ten sposób swoje życie i uwalniając Logana od jego niemal całkowitej nieśmiertelności, którą Logan postrzega jako przekleństwo. Logan jednak odmawia i planuje wyjazd następnego dnia. W nocy lekarka Ichirō, doktor Green, wprowadza coś do ciała Logana, co jednak Logan odczuwa jako element snu.
Rano Yukio informuje Logana o śmierci Ichirō. Podczas pogrzebu gangsterzy z Yakuzy próbują porwać Mariko, ale Loganowi i Mariko udaje się uciec. W trakcie ucieczki Logan zostaje postrzelony i zauważa, że jego rany nie goją się tak szybko, jak powinny. Logan i Mariko ukrywają się w hotelu. W międzyczasie Harada, ochroniarz Ichirō, spotyka się z doktor Green, która demonstruje na nim swoje moce mutantki i rozkazuje mu odnaleźć Logana i Mariko. Logan i Mariko udają się do domu Ichirō w Nagasaki po drodze zakochując się w sobie. W Tokio Yukio ma wizję śmierci Logana i wyrusza go ostrzec. Zanim przybywa, Mariko zostaje schwytana przez Yakuzę. Po przesłuchaniu jednego z porywaczy Logan i Yukio docierają do narzeczonego Mariko, Noburo Mori. Mori przyznaje się, że spiskował z Shingenem w sprawie porwania Mariko, ponieważ Ichirō pozostawił kontrolę nad firmą jej, a nie Shingenowi.
Kiedy Mariko zostaje doprowadzona do Shingena, Harada ze swoimi ludźmi atakują posiadłość i zabierają ją. Docierają tam później Logan i Yukio. Za pomocą urządzenia rentgenowskiego odkrywają robota – pasożyta przyczepionego do serca Logana, który tłumi jego zdolność regeneracji. Logan rozcina swoje ciało i usuwa urządzenie. Zaraz po tym Shingen ich atakuje, ale Yukio udaje się powstrzymać go na tyle długo, aby Logan mógł dojść do siebie i go zabić. Logan odnajduje Mariko w wiosce narodzin Ichirō, gdzie zostaje schwytany przez ludzi Harady. Doktor Green umieszcza go w urządzeniu, które ma na celu wydobycie z niego czynnika jego samoregeneracji. Przedstawia mu ona też Srebrnego Samuraja, elektromechaniczną zbroję z mieczami wykonanymi z adamantium. Mariko udaje się uciec od Harady, który uważa, że działał na jej korzyść, po czym udaje się jej uwolnić Logana. Kiedy Harada dostrzega swój błąd i pomaga w ucieczce Loganowi, zostaje zabity przez Srebrnego Samuraja.
Na miejscu pojawia się Yukio, która zabija doktor Green. Podczas walki z Loganem Srebrny Samuraj ucina szpony Logana i zaczyna odbierać mu zdolność do samoregeneracji. Okazuje się, że w zbroi Samuraja znajduje się Ichirō, który sfingował swoją śmierć. Ichirō odzyskuje młodość, ale Mariko dźga go odciętymi szponami Logana. Loganowi odrastają szpony, po czym ten zabija Ichirō. Następnie traci przytomność i doświadcza ostatniej wizji Jean Grey, w której decyduje się pozwolić jej odejść. Mariko zostaje dyrektorem generalnym Yashida Industries i żegna się z Loganem, który przygotowuje się do wylotu z Japonii. Yukio przysięga pozostać u boku Logana jako jego ochroniarz i razem wyjeżdżają.
W scenie między napisami Logan wraca po dwóch latach do Stanów Zjednoczonych, a na lotnisku podchodzą do niego Charles Xavier i Erik Lehnsherr, którzy ostrzegają go o poważnym zagrożeniu dla mutantów.

## Obsada
- Hugh Jackman jako James „Logan” Howlett / Wolverine, mutant posiadający szpony w rękach, wyostrzone zmysły oraz umiejętność regeneracji. W wyniku eksperymentu jego szkielet, w tym również szpony, został pokryty niezniszczalnym adamantium[4].
- Hiroyuki Sanada jako Shingen Yashida, syn Ichirō, ojciec Mariko[5].
- Famke Janssen jako Jean Grey, mutantka posiadająca zdolności telekinetyczne i telepatyczne. Pojawia się w snach Logana[6].
- Will Yun Lee jako Kenuichio Harada, były chłopak Mariko, członek klanu Black Ninja chroniącego rodzinę Yashidów[7].

W filmie ponadto występują: Tao Okamoto jako Mariko Yashida, córka Shingena i wnuczka Ichirō, której życie jest zagrożone z woli jej dziadka; Rila Fukushima jako Yukio, mutantka i zabójczyni z klanu Ichirō; Swietłana Chodczenkowa jako Viper, mutantka posiadająca odporność na toksyny; Hal Yamanouchi jako Ichirō Yashida / Srebrny Samuraj, ojciec Shingena, dziadek Mariko oraz założyciel Yashida Industries. Ken Yamamura zagrał młodego Ichirō, który został uratowany przez Logana podczas bombardowania Nagasaki oraz Brian Tee jako Noburo Mori, skorumpowany minister sprawiedliwości i narzeczony Mariko.
W rolach cameo występują Patrick Stewart jako Charles Xavier / Profesor X i Ian McKellen jako Eric Lensherr / Magneto, którzy pojawiają się w scenie po napisach.

## Produkcja

### Rozwój projektu

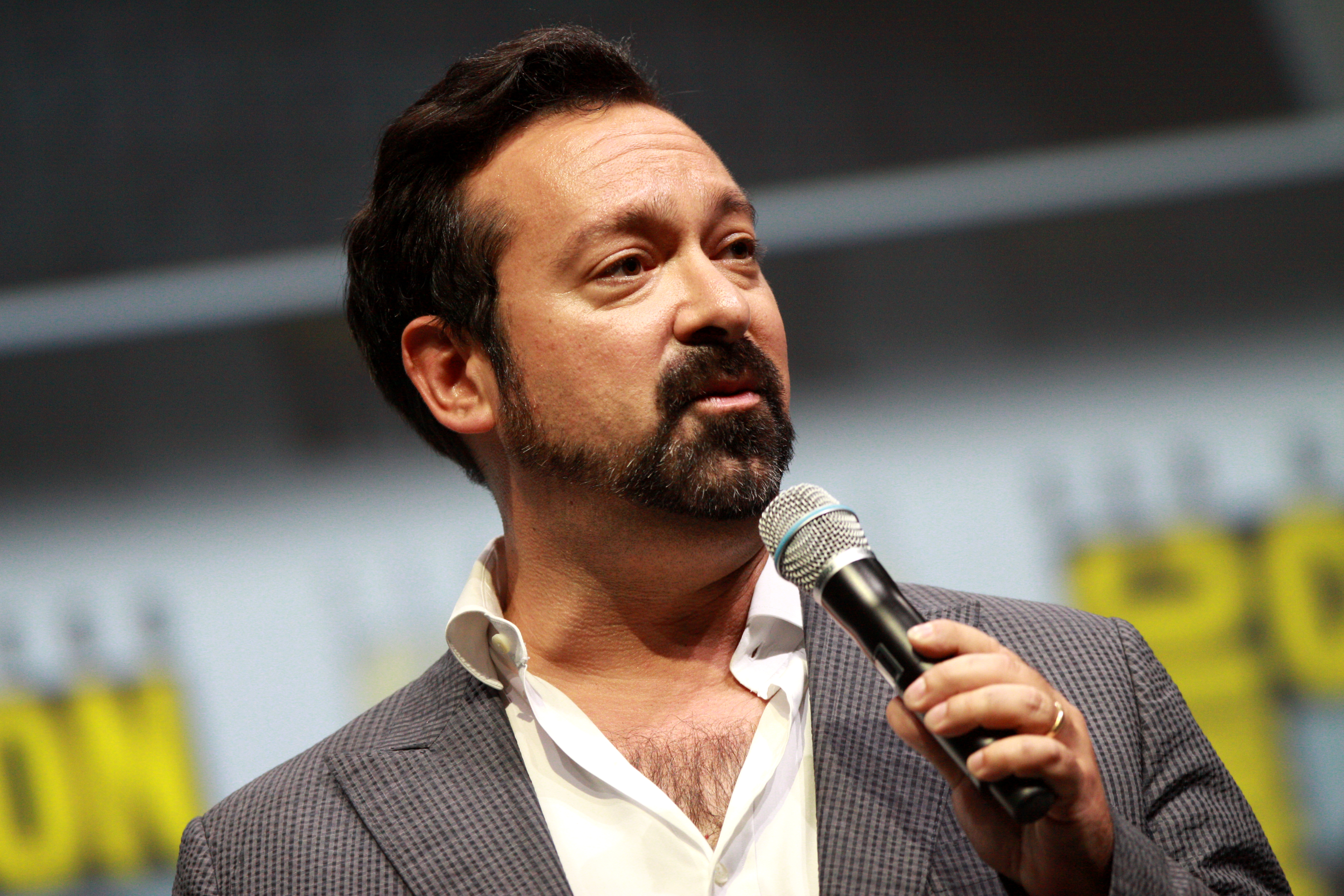
James Mangold, reżyser filmu

We wrześniu 2007 Gavin Hood, reżyser filmu X-Men Geneza: Wolverine, zasugerował powstanie sequela, którego akcja będzie się rozgrywać w Japonii. W maju 2009 roku, zaraz po premierze pierwszego filmu, 20th Century Fox oficjalnie zapowiedziało film. W sierpniu Christopher McQuarrie został zatrudniony do napisania scenariusza. McQuarrie poinformował w marcu 2010 roku, że scenariusz jest gotowy. W październiku ujawniono, że Darren Aronofsky prowadzi rozmowy na temat stanowiska reżysera. W tym samym miesiącu Jackman potwierdził jego angaż, ale w marcu 2011 roku Aronofsky z niego zrezygnował.
Wśród kandydatów na miejsce Aronofsky’ego znaleźli się José Padilha, Doug Liman, Antoine Fuqua, Mark Romanek, Justin Lin, Gavin O’Connor, James Mangold i Gary Shore. W czerwcu 2011 roku studio poinformowało, że reżyserią zajmie się Mangold. We wrześniu Mark Bomback został zatrudniony do poprawienia scenariusza McQuarrie’a. W lutym 2012 roku studio wyznaczyło datę amerykańskiej premiery na 26 lipca 2013 roku.

### Casting
W maju 2009 roku został potwierdzony powrót Hugh Jackmana w roli Wolverine’a. W lipcu 2012 roku do obsady dołączyli Hiroyuki Sanada jako Shingen, Hal Yamanouchi jako Yashida, Tao Okamoto jako Mariko, Rila Fukushima jako Yukio, Will Yun Lee jako Harada i Brian Tee jako Noburo Mori. W tym samym miesiącu Swietłana Chodczenkowa rozpoczęła negocjacje dotyczące zagrania roli Viper. Wcześniej studio planowało obsadzić w tej roli Jessikę Biel.
W październiku pojawiły się doniesienia, że Famke Janssen powróci do roli Jean Grey z oryginalnej trylogii o X-Menach. W marcu 2013 roku informacja ta została potwierdzona.

### Zdjęcia i postprodukcja
Zdjęcia do filmu rozpoczęły się 30 lipca 2012 roku na przedmieściach Sydney w Australii. Na przełomie sierpnia i września zdjęcia zrealizowano w Japonii (Tokio, Fukuyama). Na początku października powrócono do Sydney. Prace na planie zakończyły się 21 listopada tego samego roku. Za zdjęcia odpowiadał Ross Emery, scenografią zajął się François Audouy, a kostiumy zaprojektowała Isis Mussenden.
Montażem zajął się Michael McCusker. Efekty specjalne przygotowały studia: Weta Digital, Iloura, Shade VFX, Universal Production Partners, Method Studios i Rising Sun Pictures, a odpowiadali za nie Philip Brennan i Jamie Stevenson.

## Muzyka
We wrześniu 2012 roku poinformowano, że Marco Beltrami został zatrudniony do skomponowania muzyki do filmu. The Wolverine (Original Motion Picture Soundtrack) został wydany 23 lipca 2013 roku przez Sony Classical Records.
| The Wolverine (Original Motion Picture Soundtrack) – 2013 | The Wolverine (Original Motion Picture Soundtrack) – 2013 | The Wolverine (Original Motion Picture Soundtrack) – 2013 | The Wolverine (Original Motion Picture Soundtrack) – 2013 |
| Nr                                                        | Tytuł utworu                                              | Autor                                                     | Długość                                                   |
| --------------------------------------------------------- | --------------------------------------------------------- | --------------------------------------------------------- | --------------------------------------------------------- |
| 1.                                                        | „A Walk in the Woods”                                     | M. Beltrami                                               | 1:02                                                      |
| 2.                                                        | „Threnody for Nagasaki”                                   | M. Beltrami                                               | 1:15                                                      |
| 3.                                                        | „Euthanasia”                                              | M. Beltrami                                               | 1:36                                                      |
| 4.                                                        | „Logan’s Run”                                             | M. Beltrami                                               | 3:56                                                      |
| 5.                                                        | „The Offer”                                               | M. Beltrami                                               | 3:15                                                      |
| 6.                                                        | „Arriving at the Temple”                                  | M. Beltrami                                               | 2:10                                                      |
| 7.                                                        | „Funeral Fight”                                           | M. Beltrami                                               | 4:22                                                      |
| 8.                                                        | „Two Handed”                                              | M. Beltrami                                               | 4:04                                                      |
| 9.                                                        | „Bullet Train”                                            | M. Beltrami                                               | 1:31                                                      |
| 10.                                                       | „The Snare”                                               | M. Beltrami                                               | 1:32                                                      |
| 11.                                                       | „Abduction”                                               | M. Beltrami                                               | 2:11                                                      |
| 12.                                                       | „Trusting”                                                | M. Beltrami                                               | 1:54                                                      |
| 13.                                                       | „Ninja Quiet”                                             | M. Beltrami                                               | 3:40                                                      |
| 14.                                                       | „Kantana Surgery”                                         | M. Beltrami                                               | 3:50                                                      |
| 15.                                                       | „The Wolverine”                                           | M. Beltrami                                               | 2:21                                                      |
| 16.                                                       | „The Hidden Fortress”                                     | M. Beltrami                                               | 5:02                                                      |
| 17.                                                       | „Silver Samurai”                                          | M. Beltrami                                               | 3:27                                                      |
| 18.                                                       | „Sword of Vengence”                                       | M. Beltrami                                               | 4:32                                                      |
| 19.                                                       | „Dreams”                                                  | M. Beltrami                                               | 1:21                                                      |
| 20.                                                       | „Goodbye Mariko”                                          | M. Beltrami                                               | 1:01                                                      |
| 21.                                                       | „Where to?”                                               | M. Beltrami                                               | 2:25                                                      |
| 22.                                                       | „Whole Step Haiku”                                        | M. Beltrami                                               | 2:08                                                      |
|                                                           |                                                           |                                                           | 58:35                                                     |

## Wydanie
Światowa premiera filmu Wolverine miała miejsce 16 lipca 2013 roku w Londynie, podczas której pojawili się obsada, twórcy filmu oraz zaproszeni goście. Film zadebiutował dla szerszej publiczności 26 lipca tego samego roku zarówno w Stanach Zjednoczonych jak i w Polsce.

## Odbiór

### Box office
Film przy budżecie 120 milionów dolarów zarobił prawie 415 milionów, z czego ponad 130 milionów w Stanach Zjednoczonych i Kanadzie oraz prawie 870 tysięcy w Polsce.

### Krytyka w mediach
Film otrzymał przeważnie pozytywne oceny od krytyków. W serwisie Rotten Tomatoes 71% z 259 recenzji uznano za pozytywne, a średnia ocen wystawionych na ich podstawie wyniosła 6,3/10. Na portalu Metacritic średnia ważona ocen z 46 recenzji wyniosła 61 punktów na 100. Natomiast według serwisu CinemaScore, zajmującego się mierzeniem atrakcyjności filmów w Stanach Zjednoczonych, publiczność przyznała mu ocenę A- w skali od F do A+.
Peter Debruge z „Variety” napisał o filmie, że jest to „zabawne i zaskakująco egzystencjalne odstępstwo od jego [Wolverine’a] zwykłych wyczynów w X-Men. Chociaż Wolverine jest teraz nieco zmęczony światem i znużony walką, Jackman jest w szczytowej formie korzystając z okazji, by przetestować fizyczne i emocjonalne skrajności postaci. Fani może woleliby więcej akcji lub efektów, ale Mangold robi to lepiej odzyskując duszę postaci, której niemal całkowita nieśmiertelność sprawiała, że był męczący”. Scott Collura z IGN stwierdził, że „The Wolverine to samodzielna przygoda klasycznej postaci, która przypomina nam, że ów gatunek to coś więcej niż budowanie uniwersów i crossovery. (...) (Ta) historia przedstawia głęboki i fascynujący portret Logana, postaci, w przypadku której Jackman wciąż odnajduje nowe sposoby na grę przez te wszystkie lata”. Henry Barnes z „The Guardian” przyznał ocenę 2 na 5 i napisał, że „Hugh Jackman szósty raz w tym samym kostiumie z włosów i szponów wygląda na coraz bardziej zmęczonego, ponieważ fabuła stała się bardziej skomplikowana, a akcja nudniejsza i bardziej płaska”.
Marcin Pietrzyk z portalu Filmweb ocenił film na 6 z 10 i stwierdził, że „największą atrakcją jest Hugh Jackman. Oglądając go w Wolverinie, ma się wrażenie, że żaden inny aktor nie został lepiej dobrany do odgrywanego superbohatera. Czy jest zrozpaczony, wściekły, bezwzględny, ironiczny czy też szlachetny – za każdym razem jest równie wiarygodny. To niebywała sztuka, której w komiksowych adaptacjach ostatnich lat nikt inny nie był w stanie powtórzyć. Tylko on mógł się tak obcesowo obejść z ministrem sprawiedliwości i pozostać w naszych oczach szlachetnym herosem.”. Marcin Rybicki z „Gazety Prawnej” przyznał ocenę 3 na 6 i napisał, że „James Mangold mógł zrobić to co w komiksowym pierwowzorze osiągnęli Claremont i Miller – gatunkową wariację na temat superbohatera. Wolverine jest najlepszy w tych momentach, w których nie przypomina ekranizacji komiksu a sensacyjny dramat. W pozostałych chwilach, a zwłaszcza w finale, jest po prostu przeciętny.”.

### Nagrody i nominacje
| Rok  | Ceremonia                            | Kategoria                             | Nominowani   | Rezultat  | Przypis |
| ---- | ------------------------------------ | ------------------------------------- | ------------ | --------- | ------- |
| 2013 | Golden Schmoes Awards                | Ulubiony plakat filmowy               | Wolverine    | Wygrana   | [ 40 ]  |
| 2014 | People’s Choice Awards               | Ulubiony film akcji                   | Wolverine    | Nominacja | [ 41 ]  |
| 2014 | People’s Choice Awards               | Ulubiony aktor filmowy                | Hugh Jackman | Nominacja | [ 41 ]  |
| 2014 | People’s Choice Awards               | Ulubiony aktor w filmie akcji         | Hugh Jackman | Nominacja | [ 41 ]  |
| 2014 | Amerykańska Gildia Aktorów Filmowych | Najlepszy zespół kaskaderski w filmie | Wolverine    | Nominacja | [ 42 ]  |
| 2014 | Kids’ Choice Awards                  | Ulubiony męski kopacz tyłków          | Hugh Jackman | Nominacja | [ 43 ]  |
| 2014 | Saturn                               | Najlepsza adaptacja komiksu           | Wolverine    | Nominacja | [ 44 ]  |

## Kontynuacja i reboot Filmowego Uniwersum Marvela
W październiku 2013 roku 20th Century Fox poinformowało o planach kontynuacji. Logan: Wolverine miał premierę w 2017 roku. Za reżyserię ponownie odpowiadał James Mangold, który napisał scenariusz wspólnie z Scottem Frankiem i Michaelem Greenem. W tytułowej roli powrócił Hugh Jackman, a rolę Charlesa Xaviera z poprzednich filmów franczyzy powtórzył Patrick Stewart. Jest to ostatni film, w którym Jackman i Stewart wcielili się w te role.
W październiku 2017 roku poinformowano, że Mangold zaczął prace nad scenariuszem do spin-offu Logana wstępnie zatytułowanego Laura. Fabuła miała się koncentrować wokół dalszej historii Laury Kinney / X-23. W 2019 roku The Walt Disney Company sfinalizował transakcję zakupu 21st Century Fox, wskutek czego wszystkie filmy studia związane z franczyzą filmową o X-Menach zostały anulowane, a Marvel Studios przejęło kontrolę nad postaciami. Prezes Disneya, Robert Iger, poinformował, że postać Wolverine’a zostanie włączona do Filmowego Uniwersum Marvela.